# 少花黄耆
少花黄耆（学名：Astragalus tribulifolius var. pauciflorus）为豆科黄耆属下的一个变种。

## 扩展阅读
- 維基物種上的相關：少花黄耆